# 중화인민공화국의 산업
다음은 중화인민공화국의 산업에 대한 설명이다.
중국은 농업을 중심으로 한 대생산국으로 특히 인민공화국 정부수립 후는 각종 산업의 생산고가 점차 증가일로를 걸어왔다. 그러나 1959년부터 자연재해가 연3년간 계속되는 등 여러 가지 악조건이 중첩해서 농업생산에 치명적 타격을 입었을 뿐 아니라 경공업생산도 그 파급으로 타격을 입는 등 경제가 전반적으로 악회되었다가, 62년부터 농업생산이 호전하여 경제 전반이 회복되기 시작했다. 그러나 1967년 이후 홍위병 난동의 소용돌이 속에서 각종 산업, 특히 광공업 부문에서 생산이 상당히 저하했다.중국의 산업건설의 기본방향은 농업을 기초로 하고 광공업에 선도구실을 시키려는 것인데, 68년 이후 홍위병 난동이 수습단계에 들어가면 생산도 다시 호전의 기미를 보였다.

## 중국의 전후 경제발전
전후 중국의 산업·경제의 발전단계는 ⑴ 1949~52년의 경제부흥기, ⑵ 1953~57년의 제1차 5개년계획기, ⑶ 1958~60년의 제2차 5개년계획기 (2년 앞당겨 달성), ⑷ 1961~63년의 조정기, ⑸ 1966~70년의 제3차 5개년계획기, ⑹ 1971~75년의 제4차 5개년계획기, ⑺ 1976~85년의 경제발전 10개년계획을 착수했으나 모순이 노출되어, 1979~81년의 경제조정기를 거쳐 1986~90년의 제7차 5개년계획에 이어 2010년까지 제9차 5개년계획에 들어갔다.이들 각 시기의 특징은, 경제부흥기에는 1952년에 이미 전전의 최고생산고에 도달하여 문자 그대로 경제재건에 성공했고, 제1차 5개년 계획기에는 소련의 원조로 중공업의 확충이 단행되었다는 점 등이다. 그러나 이 시기의 말기에는 (a) 중공업의 중시와 농업의 경시, (b) 중공업 편중, 경공업 경시, (c) 대규모화·기계화의 무리한 목표설정에서 오는 자금의 낭비와 국내기술의 부실, (d) 공업의 내륙편중 등의 모순이 노정되었다.58년에 시작된 제2차 5개년계획에서 남은 여러 문제의 해결을 위해 (a) 농업과 지방공업, (b) 경공업과 중공업, (c) 중앙공업과 지방공업, (d) 대규모 공업과 소규모 공업, (e) 재래식 생산과 외래식 생산의 조화를 지향했고, 이 기간중 공업생산 증가율은 40%에 달했다. 그러나 공업발전은 내용적으로 극히 불건전하여 (a) 생산품이 품질조악으로 사용가치가 적었고, (b) 재래식 생산 방식은 원료, 노동력, 연료의 낭비를 초래했고, (c) 기술문제가 등한시되었기 때문에 사고의 발생률이 높았으며, (d) 공업부문의 균형적 발전이 저해되었다.소위 대약진기라는 이 시기에 이어 1959~61년에 걸친 연속적인 자연재해로 인민공사에 대한 회의가 고개를 들어 농업생산은 크게 줄고 공업원료는 부족하여 농·공 사이의 균형이 크게 문제가 되었다. 게다가 1960년 7월 중·소대립의 악화로 소련의 공업전문가들이 본국으로 돌아가고 소련의 자재지원도 중단되어 심각한 경제위기가 찾아들었다.그래서 1961년부터는 경제조정기가 시작되어 농업재해, 대약진의 실패, 소련의 원조중단 등에서 온 위기를 극복하는 데 노력이 집중되었다. 1961년에는 조정·공고화·충실·생산제고 등의 목표로 정책이 전환되어 공업의 규모는 대폭 축소되었다. 62년에는 농업, 경공업, 중공업의 순차적인 발전이 도모되어 공업의 위치가 2차적인 것이 되었으며 공업구조 내부의 조정이 중시되었고, 농업 지원도의 재고로 공업의 내적 충실화가 모색되었다.3차 5개년계획 실시 이후 독립되고 거의 완전한 근대공업체제의 건설단계에 들어갔다. 1978년에는 경제발전10개년 계획을 수립하고 4개 현대화에 착수했으나 각종 누적된 모순이 노출되어, 1979년 조정방향이 설정되면서 본격적인 개방과 개혁정책이 추진되었다. 1980년초에는 기업의 자율화, 외국기업의 투자 보강, 금융의 자율화, 세제 도입 등의 조치를 단계적으로 취한 후, 1984년 대규모 경제개혁을 단행했다. 이에 1985년 인플레와 과열경기현상이 나타났고, 1986년 4월 안정과 균형에 기저를 둔 지속적 성장을 목표로 한 제7차 5개년계획(1986~90년)을 채택했다.

## 같이 보기
- 분류:중국의 산업